# ディープ・ナイト
「ディープ・ナイト」(Deep Night) は、チャールズ・E・ヘンダーソンが作曲、ルディ・ヴァリーが作詞し、1929年に制作されたジャズ・スタンダードの楽曲。この曲はホ短調で書かれている。

## 歴史
この曲の最初の録音は、1929年にルディ・ヴァリーとザ・コネティカット・ヤンキーズ (Rudy Vallée with The Connecticut Yankees) によっておこなわれ、「ウィーリー・リヴァー」(Weary River) のB面に収録された。このレコードは、ヴァリーがRCAビクターのために制作した最初の作品であった。
この曲は、数多くのジャズ・ミュージシャンたちによってカバーされており、特に知られたものとして、1955年のアルバム『ジャズ・オリジナル』でこの曲を取り上げたバド・パウエル、1958年のアルバム『クール・ストラッティン』のソニー・クラークのほか、アート・テイタム、バディ・デフランコによるものがある。ボーカリストによる録音も、トニー・マーティンが1949年のアルバム『You, and the Night, and the Music ...』に収録したものや、フランク・シナトラがハリー・ジェイムスとともに1951年に制作したコロムビア・レコード盤 (Columbia 39527)、アン・リチャーズが1958年のアルバム『I'm Shooting High』に収録したもの、ヴィック・ダモーンが1962年のアルバム『Linger Awhile』に収録したものや、後年では2001年にバーバラ・ローシーンがこの曲と同名のアルバム『Deep Night』に収録したものなどがある。
「ディープ・ナイト」は、映画『マイ・プライベート・アイダホ』や『俺たちに明日はない』のサウンドトラックでも使われた。
音楽雑誌『バラエティ』は、ロック時代以前の20世紀にほぼ相当する1900年から1955年の範囲における「半世紀のヒットパレード (Hit Parade of an Half Century)」の中で、この曲を取り上げた。